# NGC 818
NGC 818 je galaksija u zviježđu Andromeda.

## Vanjske poveznice
- SEDS: NGC 818